# 東京ディズニーシー・スプリングカーニバル
『東京ディズニーシー・スプリングカーニバル』（とうきょうディズニーシースプリングカーニバル , Tokyo DisneySea Spring Carnival ）は、2007年、2008年、2009年、2010年の春季に毎年開催されたスペシャルイベントである。開催期間やエンターテイメントは各年毎に異なるため、それぞれの項目を参照のこと。

## 2007年
2007年3月21日から同年5月31日にかけて東京ディズニーシーで開催されていた東京ディズニーシー5thアニバーサリーのフィナーレをかざるスペシャルイベントであった。
キャッチフレーズは「ようこそ、咲きほこる春の海へ」。

### 内容
春を迎えたディズニーシーの海には、色彩に溢れた花々が咲き誇り、盛大なカーニバルが開催される。陽気な音楽にのって色鮮やかなコスチュームのダンサーたちが現れ、ディズニーの仲間たちとゲストが一緒になって春の訪れを祝うお祭りが始まる。

### 概要
このイベントは約10か月間に渡って開催されてきた『東京ディズニーシー5thアニバーサリー』のフィナーレを飾る。"春"をテーマにしたイベントとなり、園内には様々な種類の花がいたるところに飾られた。この花は、造花もあったが、実際にプランターなどに植えられたものも多かった。

### エンターテインメント
スプリングカーニバルで開催されたエンターテインメントを以下に記す。
これ以外のレギュラーエンターテイメントは、東京ディズニーシーのエンターテイメントを参照のこと。

#### プリマヴェーラ
『プリマヴェーラ』（Primavera）は、イベント期間中にメディテレーニアンハーバーで開催されたショー。1日2回公演。
タイトルの"プリマヴェーラ(Primavera)"とはイタリア語で春という意味。アントニオ・ヴィヴァルディの『四季』から協奏曲第1番「春(La Primavera)」の楽曲もアレンジして使用された。
水上をふくむメディテレーニアンハーバーの半分ほどを使用して開催されるが、リドアイル、ピアッツァ・トポリーノ（ミッキー広場）、「ザンビーニ・ブラザーズ・リストランテ」前の3箇所が、キャラクターの滞在時間が長いため、主たる開催場所とされていた。
公演開始の15分前から、上記3つのエリアを含む6箇所に大道芸人が登場し、芸を披露するとともに、ショー中で行われるゲスト参加のダンスレクチャーを行った。この時に公式サイト（下記外部リンク参照）と同じように、ショーを盛り上げるためにハンカチや「東京ディズニーシー・トゥデイ」を振ったり、手拍子をしたりすることも推奨していた。
「ディズニーシー・トランジットスチーマーライン」にミッキーマウスやミニーマウスらが乗って登場し、リドアイル、「ザンビーニ・ブラザーズ・リストランテ」前に上陸。陸上を歩いて登場するピノキオらも交えて、上記の3つのエリアを行き来しながらショーを盛り上げ、最後は3つを結んだウェーブを行い、クライマックスを迎えた。
上記の3エリア以外にも、少人数ではあるが、3箇所を結ぶようにダンサーやバンドが配されており、歩いて移動するキャラクターを間近で見ることができた。
出演したキャラクター
- ミッキーマウス
- ミニーマウス
- ドナルドダック
- デイジーダック
- グーフィー
- プルート
- チップとデール
- ピノキオ
- ファウルフェロー
- ギデオン

ナレーション
- 石原慎一（石原慎一仕事情報より）

#### ケープコッド・ステップアウト
1日3回公演。
ケープコッドの水上ステージに花飾りが施され、春の訪れを踊って祝う内容に、曲構成、ダンス内容ともに大きく改められていた。

#### リズミック・ピミエントス
1日3回公演。
終盤にダンサーが籠から花びらを撒くという演出が追加されていた。

#### レジェンド・オブ・ミシカ
1日1回公演。
レジェンド・オブ・ミシカのショー本編は通常と同じであるが、開始45分前から30分前にプリマヴェーラに登場する大道芸人が現れ、芸を披露していた。

### スペシャルメニュー
イベント期間中は一部のレストランにスペシャルメニューが登場する。以下はスペシャルメニューを設けるレストラン（ランチボックスやスーベニアカップなども含む）。
- カフェ・ポルトフィーノ
- ザンビーニ・ブラザーズ・リストランテ
- マンマ・ビスコッティーズ・ベーカリー
- リストランテ・ディ・カナレット
- ゴンドリエ・スナック
- マゼランズ
- マゼランズ・ラウンジ
- リフレスコス
- レストラン櫻
- セイリングデイ・ブッフェ
- ニューヨーク・デリ
- ケープコッド・クックオフ
- ハイタイド・トリート
- ブリーズウェイ・バイツ
- ミゲルズ・エルドラド・キャンティーナ
- ユカタン・ベースキャンプ・グリル
- オープンセサミ
- セバスチャンのカリプソキッチン
- ピア33 〜ボートマンズ・テラス〜（スペシャルプログラム）

### 関連商品
『プリマヴェーラ』で使用した音楽を収録したCD「東京ディズニーシー スプリングカーニバル」が2007年4月18日に発売された。

### Trivia
- イベント開催前の想像図には、ポルト・パラディーゾ・ウォーターカーニバルの出演者（ストーリーテラー）やディズニー・リズム・オブ・ワールドに出演するダンサーが描かれていた。
- イベント開催前のイメージ映像には、ドラマティック・ディズニーシー2005期間中に登場していたアトモスフィア・エンターテイメントの映像が使用されていた。この映像は、2007年3月21日に販売されたDVD『さあ、祝祭の海へ。東京ディズニーシー5thアニバーサリー』にスプリングカーニバルの予告映像として収録されている。

## 2008年
2008年4月15日から同年6月30日にかけて開催された。

### エンターテイメント (2008)
スプリングカーニバルで開催されたエンターテーメイントを以下に記す。
なお、下記の『プリマヴェーラ 〜スプリングタイム・サン〜』以外の『ケープコッド・ステップアウト』『レジェンド・オブ・ミシカ』は2007年と異なり、通常のものが開催された。

#### プリマヴェーラ 〜スプリングタイム・サン〜
『プリマヴェーラ 〜スプリングタイム・サン〜』(Primavera〜Springtime Sun〜)は、春の訪れを祝うショー。各ショーエリアでは、ダンサーやキャラクターがダンスやアクロバットを見せた。
ショーの中盤には、太陽にゲストのパワーを届けるという設定で、ショーのダンスに参加する部分もあった。このダンスが太陽に届くと、海の中央の船から太陽が現れる。ゲストはハンカチを振って太陽にお祝いした。ショーの最後には、25周年のテーマ曲も流れた。
公演場所
メディテレーニアンハーバー
キャラクターが停止して、ショーを行う場所は、以下の通り。場所名の後の記号は、登場キャラクターの項で使用する。
- ザンビーニ・ブラザーズ・リストランテ前:●
- カフェ・ポルトフィーノ前:▲
- ピアッツァ・トポリーノ:★
- ロミオ・ウォッチ＆ジュエリー前:■
- リドアイル:◆

公演時間約20分
公演回数1日2回
登場キャラクター
- キャラクター名の後の記号は、前述の公演場所を参照。各キャラクターはショー中に移動を行う。

ミッキーマウス、ミニーマウス （★→◆→船上）
マリー（ディズニー映画『おしゃれキャット』より） （★→●→■）
スプリングモンスター （★→●→■）
ドナルドダック、デイジーダック （■→●→★）
チップ、デール （◆→▲→●）
プルート （▲→■→▲）
グーフィー （▲→■→◆）
使用された音楽
Here Comes the Sun
Primavera〜Springtime Sun〜
The Dream Goes On

### ジャスミンズ・ガーデン,ファンタジア・ガーデン
ディズニー映画をモチーフにしたトピアリーが飾られた。
ジャスミンズ・ガーデン
アラビアンコーストにディズニー映画『アラジン』のジャスミンをモチーフにしたトピアリーが設置された。
噴水は普段は、ラジャー（ジャスミンのペットであるトラジ風ャー）の造形だが、この期間はジーニーの顔をしたものになっているほか、ジーニーをモチーフとした壷（プランターとして草花が植えられている）などが設置されていた。
ボンファイアーダンスのステージ設置のため、2008年6月19日までの設置であった。
エリア内では『ストリート・シークス』の公演が行われた。アラジン、ジャスミンが参加することもあった。
ファンタジア・ガーデン
ウォーターフロントパークに『ファンタジア』から、「魔法使いの弟子」のシーンを再現したトピアリーと「くるみ割り人形」のマッシュルーム・ダンサー、花の踊り子のシーンを再現したトピアリーが設置された。これらのトピアリーには、東京ディズニーリゾート25thアニバーサリーに合せて、「25」の数字もトピアリーで作られていた。
ウォーターフロントパークのマクダックス・デパートメントストア側入り口には、「時の踊り」からベン・アリゲーターとヒヤシンス・ヒッポを模ったトピアリーが飾られた。
この期間中、ウォーターフロントパークに流れるBGMも『ファンタジア』で使用されているクラシック音楽となっている。

### 関連商品 (2008)
- 『プリマヴェーラ 〜スプリングタイム・サン〜』で使用した音楽を収録したCD「東京ディズニーシー スプリングカーニバル 2008」がウォルト・ディズニー・レコードより2008年5月6日に発売された。

### その他

#### ガイドツアー「ディズニーシー・アカデミー：フラワー&ツリーツアー」
ガイドツアーと植栽専門キャストと一緒にパークを散策する期間限定のガイドツアー。参加者にはエコバッグが貰える。
- 所要時間：約90分
- 料金：2,500円（4歳以上均一料金）
- 定員：12名

#### リース作り体験
特定日のみに開催されたドライフラワーやハーブを使ったオリジナルリース作り体験。
- 開催日：5月27日、6月3日、10日、17日、24日
- 実施回数：1日1回
- 実施場所：ザンビーニ・ブラザーズ・リストランテ
- 価格：2,000円（「ザンビーニ・ブラザーズ・リストランテ」のスペシャルセット付き）

### Trivia (2008)
- 『プリマヴェーラ 〜スプリングタイム・サン〜』の音楽には、ビートルズの「ヒア・カムズ・ザ・サン」のアレンジが使用されている。
- 『プリマヴェーラ 〜スプリングタイム・サン〜』公演5分前からメディテレーニアンハーバーのBGMがシャルル・トレネの「メニルモンタン(Ménilmontant)」のオフボーカルアレンジが使用されている。

## 2009年
2009年4月22日より、同年6月30日まで開催された。
ティンカー・ベルとその仲間の妖精たちが、パークに春を運んで来る。

### エンターテイメント (2009)

#### フェアリーズ・プリマヴェーラ
妖精たち（フェアリーズ）が春の到来を宣言すると、カーニバルキングのミッキーマウス、カーニバルクイーンのミニーマウスが登場する。ディズニーの仲間やダンサーたちが春の到来を喜ぶ歌やダンスを繰り広げる。
船に乗り込んだミッキーマウスの呼びかけに、色とりどりのハンカチを持ったフェアリーズ、ディズニーの仲間たち、ダンサーとゲストが一緒にダンスを踊り、フラワーカーニバルを祝う。
なお、ダンサーとキャラクターはいくつかのユニットに分かれている。
公演場所メディテレーニアンハーバー
詳細は2008年版に同じ。
公演時間約20分
公演回数1日2回
登場キャラクター
各登場キャラクター名の後の記号は、滞在する場所。記号の意味（場所）は2008年版を参照のこと。なお、ミッキーマウスとミニーマウスが乗り込む船と、フェアリーズが乗っている船は違う。[]内は、[ユニット名|テーマフラワー]で記述した。
- ミッキーマウス、ミニーマウス （★→◆→船上）[スプリングユニット|マーガレット]
- ドナルドダック、デイジーダック （■→●→★）[ブルガリアユニット|ローズ]
- グーフィー （▲→■→◆）とプルート （▲→◆→▲）[イタリアユニット|モミザ]
- チップ、デール （●→★→■）[スペインユニット|サンフラワー]
- マリー （◆→▲→●）[フランスユニット|ラベンダー]
- フェアリーズ （船上）[フェアリーズユニット]
  - ティンカー・ベル
  - ロゼッタ
  - イリデッサ
  - シルバーミスト
  - フォーン

使用楽曲
開始15分前から、メディテレーニアンハーバーのBGMが映画『ティンカー・ベル』のサウンドトラックCDに収録されているボーカル曲が3曲流れる（3曲目はアナウンスのため途中でフェードアウトする）。
1. Fly to Your Heart （『ティンカー・ベル』より）
2. It's Spring
3. Spring Fever （春は悩まし）
4. Spring Insert
5. "Spring" (La Primavera)
6. Springtime Jump (The Season for Love)
7. Spring (The Season for Love)
8. The Carnival of Spring

終了直後のメディテレーニアンハーバーのBGMに、「Fly to Your Heart」（ボーカル曲）が使用されている。

#### フェアリーズ・ミート&グリート
ロストリバーデルタにて、ティンカー・ベルとその仲間の妖精たちが、グリーティングを行う。

### スペシャルメニュー (2009)
イベント期間中は一部のレストランにスペシャルメニューが登場する。以下はスペシャルメニューを設けるレストラン（ランチボックスやスーベニアカップなどは除く）。
- カフェ・ポルトフィーノ
- ザンビーニ・ブラザーズ・リストランテ
- リストランテ・ディ・カナレット
- S.S.コロンビア・ダイニングルーム
- マゼランズ
- マゼランズ・ラウンジ

### ジャスミンズ・ガーデン,ファンタジア・ガーデン (2009)
2008年とほぼ同様。
ファンタジア・ガーデンのトピアリーには、25の数字が無い。
ジャスミンズ・ガーデンは、2008年と同じくボンファイアーダンスのステージ設置のため、2009年6月19日までの設置である。

### 関連商品 (2009)
- ウォルト・ディズニー・レコードより、スペシャルイベントの音源を収録したCDが2009年4月29日に発売された。パーク内では、4月22日より先行販売されていた。

### Trivia (2009)
- 『フェアリーズ・プリマヴェーラ』の音楽には、エルヴィス・プレスリー主演の映画『フロリダ万才』（1965年）で、プレスリーらが劇中で歌っている『春は悩まし (Spring Fever)』のアレンジが使用されている。

## 2010年
東京ディズニーシー5thから定番となったこのイベントもフィナーレを迎えることになった。
開催期間2010年4月1日〜同年6月30日

### エンターテイメント (2010)

#### フェアリーズ・プリマヴェーラ (2010)
2009年とほぼ同様。
2009年版との相違点
- 開始15分前から、メディテレーニアンハーバーのBGMがボーカル曲に変わるのも同じだが、映画『ティンカー・ベルと月の石』のサウンドトラックCDに収録されている曲からとなっている。
- 登場する妖精にテレンスが追加されており、それに合わせてフェアリーたちの台詞も変更がある。

#### フェアリーズ・ミート&グリート (2010)
2009年とほぼ同様に、ロストリバーデルタにて、ティンカー・ベルとその仲間の妖精たちが、グリーティングを行う。
2010年は、テレンスもグリーティングに登場することがある。

### ジャスミンズ・ガーデン,ファンタジア・ガーデン (2010)
2009年とほぼ同様。
ファンタジア・ガーデンには、新たに映画『ファンタジア』に題材をとったトピアリーを載せたワゴンが加わった。
ジャスミンズ・ガーデンは、2010年6月19日までの設営。

### ティンカーベルズ・ガーデン
映画『ティンカー・ベル』『ティンカー・ベルと月の石』を題材にしたトピアリーが、ザンビーニ・ブラザーズ・リストランテ横の階段/スロープに設置された。

### 関連商品 (2010)
- ウォルト・ディズニー・レコードより、スペシャルイベントの音源を収録したCDが2010年4月7日に発売される。